# جاشوا (فیلم ۱۹۷۶)
جاشوا (انگلیسی: Joshua) یک فیلم وسترن آمریکایی به کارگردانی لری جی اسپانگلر است که در سال ۱۹۷۶ منتشر شد. از بازیگران آن می‌توان به فرد ویلیامسون اشاره کرد.